# Kataller Toyama
Kataller Toyama (jap. カターレ富山, Katāre Toyama) ist ein japanischer Fußballclub aus Toyama, der Hauptstadt der Präfektur Toyama, der ab 2025 in der zweiten Liga spielt.

## Geschichte
Der Verein entstand am Ende des Jahres 2007 durch Fusion der Firmenvereine ALO's Hokuriku und YKK AP SC. Überlegungen zur Fusionierung kamen bereits 2005 auf, verebbten aber bis sich YKK und Hokuriku Electric Power Company zur Umsetzung einigten konnten. Angestrebtes Ziel war das Erreichen der J. League.
Finanzielle Unterstützung erfuhr der Verein von über 20 weiteren Unternehmen und auch der Bürgermeister der Präfektur Toyama trat bei Pressekonferenzen des Vereins auf.
Die gegründete Organisation „Städtisches Fußballteam der Präfektur Toyama“ (jap. 富山県民サッカークラブチーム, Toyama Ken Tami Sakkā Kurabu Chīmu), hinter der YKK und Hokuriku Electric Power Company stehen, beantragte die Spielberechtigung bei der JFL für die Spielzeit 2008.
Bereits im Januar 2008 stellte der Verein einen Mitgliedschaftsantrag für die J.League, der am 19. Februar angenommen wurde. Durch Erreichen der Qualifikationsplätze am Ende der Saison 2008 konnte der Aufstieg in die J. League Division 2 für die Saison 2009 realisiert werden. Dort kam Kataller jedoch nicht über das letzte Tabellendrittel hinaus und stieg schließlich am Ende der Saison 2014 als Tabellenletzter in die J3 League ab.

## Name
Der Name Kataller setzt sich aus dem japanischen Wort katare (勝たれ, Toyama-Dialekt für „gewinnen“) und dem französischen Wort aller (dt. gehen) zusammengesetzt. Der Name soll zugleich auch auf das italienische Wort cantare (= singen) anspielen und das japanische katare (語れ, dt. „sprechen“), welches allerdings mit einem anderen Kanji geschrieben wird.

## Stadion

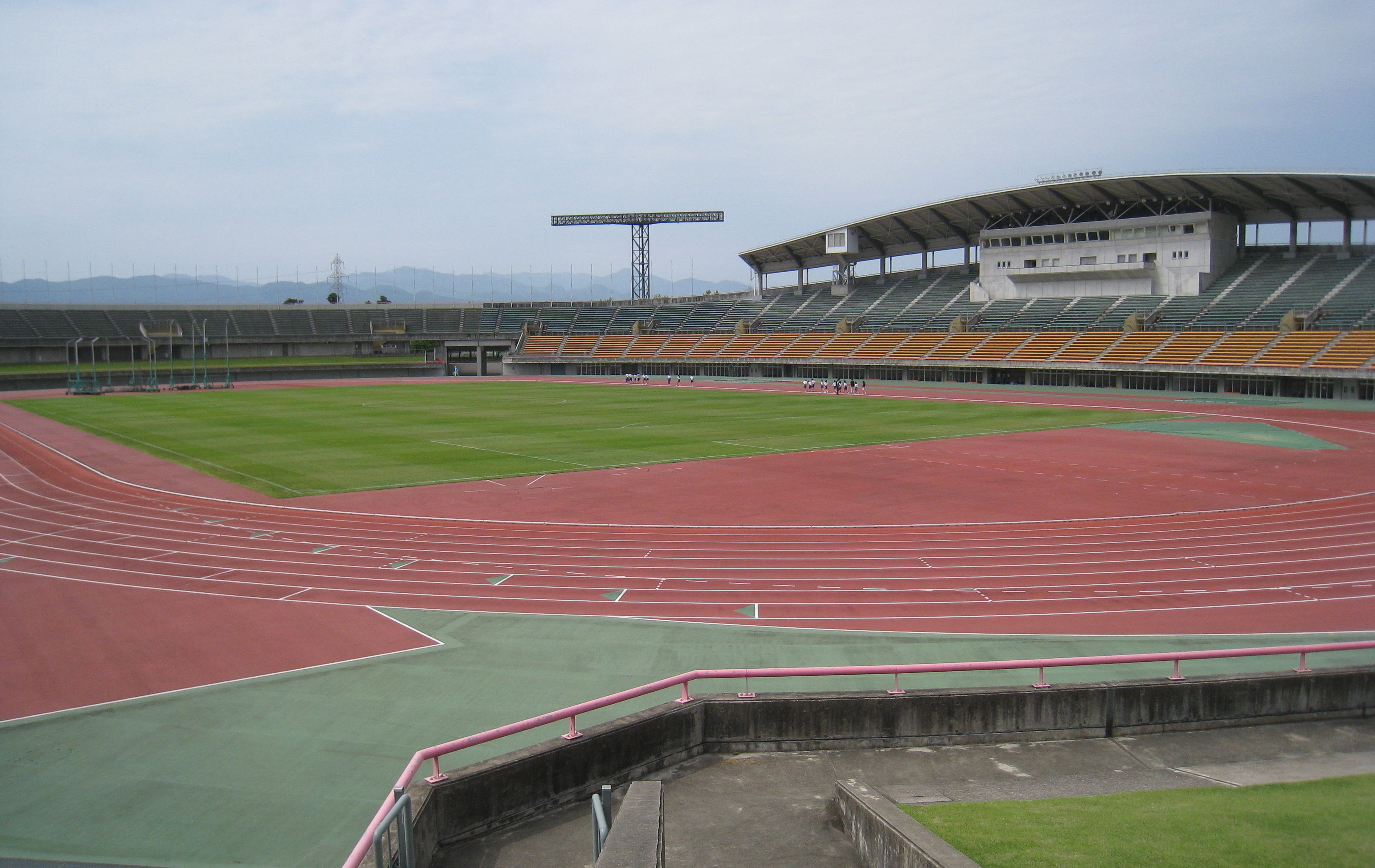
Toyama Stadium

Seine Heimspiele trägt der Verein im Toyama Stadium (ehemals  Toyama Athletic Recreation Park Stadium) in Toyama in der Präfektur Toyama aus. Das Stadion hat ein Fassungsvermögen von 28.494 Personen. Eigentümerin der Sportstätte ist die Präfektur Toyama.
Koordinaten: 36° 37′ 30,2″ N, 137° 11′ 44,5″ O

## Spieler
Stand: April 2025
| Nr. |           | Position | Name             |
| --- | --------- | -------- | ---------------- |
| 1   | Japan     | TW       | Tomoki Tagawa    |
| 2   | Japan     | AB       | Arata Yoshida    |
| 4   | Japan     | AB       | Kyosuke Kamiyama |
| 5   | Japan     | AB       | Jun’ya Imase     |
| 6   | Japan     | MF       | Shunta Sera      |
| 7   | Japan     | MF       | Yōji Sasaki      |
| 8   | Japan     | MF       | Daichi Matsuoka  |
| 9   | Japan     | ST       | Shosei Usui      |
| 10  | Japan     | ST       | Riki Matsuda     |
| 13  | Japan     | AB       | Sota Fukazawa    |
| 14  | Japan     | MF       | Juzo Ura         |
| 15  | Brasilien | MF       | Gabriel Henrique |
| 16  | Japan     | MF       | Hiroya Sueki     |
| 17  | Japan     | MF       | Naoki Inoue      |
| 18  | Japan     | MF       | Takumi Ito       |
| 20  | Japan     | MF       | Musashi Ōyama    |
| 21  | Japan     | TW       | Takuo Ōkubo      |
| 22  | Japan     | MF       | Nobuyuki Shiina  |

| Nr. |           | Position | Name              |
| --- | --------- | -------- | ----------------- |
| 23  | Japan     | AB       | Shimpei Nishiya   |
| 24  | Japan     | MF       | Yōsuke Kawai      |
| 25  | Japan     | MF       | Ayumu Kameda      |
| 26  | Japan     | AB       | Atsushi Nabeta    |
| 27  | Japan     | ST       | Tsubasa Yoshihira |
| 28  | Japan     | MF       | Sho Fuseya        |
| 31  | Korea Sud | TW       | Koh Bong-jo       |
| 32  | Japan     | MF       | Shun Mizoguchi    |
| 33  | Japan     | MF       | Yoshiki Takahashi |
| 34  | Japan     | MF       | Genta Takenaka    |
| 39  | Japan     | ST       | Manato Furukawa   |
| 40  | Japan     | AB       | Yutaka Takeuchi   |
| 41  | Japan     | AB       | Shūichi Sakai     |
| 42  | Japan     | TW       | Toshiki Hirao     |
| 46  | Japan     | AB       | Yūki Kawakami     |
| 48  | Japan     | MF       | Keita Ueda        |
| 58  | Japan     | ST       | Hayate Take       |
| 88  | Japan     | AB       | Takumi Hama       |

## Saisonplatzierung
| Saison | Liga | Teams | Pos.  | Zuschauer | J. League Cup  | Kaiserpokal |
| ------ | ---- | ----- | ----- | --------- | -------------- | ----------- |
| 2008   | JFL  | 18    | 3. ▲  |           |                | 2. Runde    |
| 2009   | J2   | 18    | 13.   | 3.740     |                | 3. Runde    |
| 2010   | J2   | 19    | 18.   | 4.463     |                | 2. Runde    |
| 2011   | J2   | 20    | 16.   | 3.275     |                | 3. Runde    |
| 2012   | J2   | 22    | 19.   | 3.324     |                | 2. Runde    |
| 2013   | J2   | 22    | 18.   | 4.474     |                | 2. Runde    |
| 2014   | J2   | 22    | 22. ▼ | 4.266     |                | 3. Runde    |
| 2015   | J3   | 13    | 5.    | 2.820     | –              | –           |
| 2016   | J3   | 16    | 6.    | 3.608     |                | 2. Runde    |
| 2017   | J3   | 17    | 8.    | 3.159     |                | 2. Runde    |
| 2018   | J3   | 17    | 11.   | 2.670     |                | 2. Runde    |
| 2019   | J3   | 18    | 4.    | 2.737     |                | 3. Runde    |
| 2020   | J3   | 18    | 9.    | 1.216     |                | -           |
| 2021   | J3   | 15    | 4.    | 2.780     |                | 2. Runde    |
| 2022   | J3   | 18    | 6.    | 2.872     |                | 2. Runde    |
| 2023   | J3   | 20    | 3.    | 3.444     |                | 3. Runde    |
| 2024   | J3   | 20    | 3. ▲  | 4.092     | Play-off-Runde | 2. Runde    |
| 2025   | J2   | 20    |       |           |                |             |

## Trainerchronik
| Trainer           | Nation | von                | bis                |
| ----------------- | ------ | ------------------ | ------------------ |
| Hiroshi Sowa      | Japan  | 1. Februar 2008    | 29. September 2010 |
| Takayoshi Amma    | Japan  | 29. September 2010 | 31. Dezember 2014  |
| Yasuyuki Kishino  | Japan  | 1. Februar 2015    | 27. August 2015    |
| Shigeo Sawairi    | Japan  | 28. August 2015    | 30. November 2015  |
| Yasutoshi Miura   | Japan  | 1. Februar 2016    | 31. Januar 2017    |
| Tetsurō Uki       | Japan  | 1. Februar 2017    | 9. Mai 2018        |
| Ryō Adachi        | Japan  | 9. Mai 2018        | 31. Januar 2021    |
| Nobuhiro Ishizaki | Japan  | 1. Februar 2021    | 18. September 2022 |
| Michiharu Otagiri | Japan  | 19. September 2022 | heute              |